# Фралёвское сельское поселение
Фралёвское се́льское поселе́ние — упразднённое муниципальное образование в составе Бежецкого района Тверской области, существовавшее в 2005 — 2023 годах.
Административный центр поселения — деревня Фралёво.

## Географические данные
Находится в северной части Бежецкого района.
Граничит со следующими поселениями:
- на севере — с Поречьевским;
- на востоке — с Борковским;
- на юго-востоке — с городом Бежецк;
- на юге — с Филиппковским;
- на западе — с Михайловогорским.

Западная граница поселения проходит по реке Молога и озеру Верестово.
По территории поселения проходит автодорога «Бежецк—Поречье».

## История
В XIII—XIV веках территория поселения относилась к Бежецкому Верху Новгородской земли.
В XV веке присоединена к Великому княжеству Московскому.
В середине XIX — начале XX века деревни и села поселения относились к Княжевской, Новской и Чижовской волостям Бежецкого уезда Тверской губернии.
В 1940-50-е годы на территории поселения существовали Алабузинский, Захаровский, Ивановский и Потëсовский сельсоветы Бежецкого района Калининской области.
Во время своего образования в 2005 году поселение включило в себя территорию Фралёвского и часть Потëсовского сельских округов.
Законом Тверской области от 13 апреля 2023 года № 15-ЗО муниципальное образование было упразднено с включением всех населённых пунктов в состав Бежецкого муниципального округа.

## Население
| 2005  | 2008  | 2010  | 2011  | 2012  | 2013  | 2014  |
| ----- | ----- | ----- | ----- | ----- | ----- | ----- |
| 1084  | ↗1460 | ↘1151 | ↘1142 | ↗1145 | ↗1334 | ↗1450 |
| 2015  | 2016  | 2017  | 2018  | 2019  | 2020  | 2021  |
| ↘1434 | ↘1411 | ↘1375 | ↘1366 | ↘1353 | ↘1352 | ↘1183 |

## Состав сельского поселения
В состав сельского поселения входят 42 населённых пункта:
| №  | Населённый пункт | Тип     | Население |
| -- | ---------------- | ------- | --------- |
| 1  | Алабузино        | село    | ↘28       |
| 2  | Андрейково       | деревня | ↘25       |
| 3  | Большой Бор      | деревня | ↘1        |
| 4  | Выдумерь         | деревня | ↗22       |
| 5  | Глебени          | деревня | ↗18       |
| 6  | Дубровка         | деревня | ↗14       |
| 7  | Ежёво            | деревня | →1        |
| 8  | Жары             | деревня | ↘1        |
| 9  | Жохово           | деревня | ↘24       |
| 10 | Заручье          | деревня | →0        |
| 11 | Захарово         | деревня | ↘35       |
| 12 | Каурово          | деревня | →0        |
| 13 | Климотино        | деревня | ↘23       |
| 14 | Корницы          | деревня | ↘1        |
| 15 | Красный Октябрь  | деревня | ↘1        |
| 16 | Крупицы          | деревня | →0        |
| 17 | Ляды             | деревня | ↘192      |
| 18 | Малый Бор        | деревня | ↘0        |
| 19 | Молодка          | дерeвня | ↘12       |
| 20 | Мурзиха          | деревня | →12       |
| 21 | Неволиха         | деревня | ↘1        |
| 22 | Новинка          | деревня | →16       |
| 23 | Новое Село       | деревня | ↘8        |
| 24 | Октябрь          | посёлок | →0        |
| 25 | Пивково          | деревня | →10       |
| 26 | Покрышкино       | деревня | ↘1        |
| 27 | Потёсы           | деревня | ↘122      |
| 28 | Поцеп            | деревня | →0        |
| 29 | Прозорово        | деревня | ↗1        |
| 30 | Раменье          | деревня | ↘16       |
| 31 | Расловково       | деревня | ↘0        |
| 32 | Ростовищи        | деревня | ↘0        |
| 33 | Рыкулино         | деревня | ↘9        |
| 34 | Селезенево       | деревня | ↘174      |
| 35 | Стогово          | деревня | ↗50       |
| 36 | Узмень           | деревня | →0        |
| 37 | Узуниха          | деревня | ↘16       |
| 38 | Фралёво          | деревня | ↘287      |
| 39 | Хмелицы          | деревня | ↘1        |
| 40 | Хорькино         | деревня | →0        |
| 41 | Шалиха           | деревня | ↘17       |
| 42 | Щитяково         | деревня | →0        |

### Бывшие населенные пункты
В 1998 году исключена из учётных данных деревня Ляцково.
Ранее исчезли деревни: Бор, Бочки, Крутово, Поддубиха, Соломенец, Юрятино.

## Достопримечательности
В селе Алабузино находится четыре объекта культурного наследия народов Российской Федерации:
- Смоленская церковь (объект федерального значения);
- Троицкая церковь (объект регионального значения);
- пожарный сарай (объект регионального значения);
- деревянный пожарный сарай (объект регионального значения).

В деревне Ляды находится Часовня Божией Матери Трех Радостей, которая обладает признаками памятника архитектуры.

## Известные люди
В деревне Климотино родился Герой Советского Союза (1945) Павел Дмитриевич Быстров.
В деревне Прозорово родились Герои Социалистического труда:

 Матвей Степанович Гусев;

 Иван Степанович Гусев;
 Александра Федоровна Егорова;

 Мария Матвеевна Гусева (Скрипачёва).
 В деревне Корницы родились Герои Социалистического Труда:
- Апышева Анна Федоровна;
- Варганов Иван Иванович;
- Калязина (Никитина) Екатерина Матвеевна;
- Никитина (Гусева) Анна Ивановна;
- Скрипачёва Александра Яковлевна.

В деревне Молодка родился Григорьев, Михаил Григорьевич генерал-полковник, первый заместитель командующего РВСН СССР, лауреат Ленинской премии.
В селе Ляцково родился священномученик Русской Православной Церкви Никольский, Иоанн Михайлович